# Missing (2023)
Missing ist ein amerikanischer Mystery-Thriller aus dem Jahr 2023, geschrieben und inszeniert von Will Merrick und Nick Johnson (in ihrem Regiedebüt) nach einer Geschichte von Sev Ohanian und Aneesh Chaganty, die den Film auch zusammen mit Natalie Qasabian produzierten. Der Film ist ein eigenständiger Film im Universum von Searching.

## Handlung
Die 18-jährige June Allen lebt mit ihrer alleinerziehenden Mutter Grace in einem Vorort von Los Angeles. Obwohl sie sich nahe stehen, ist June genervt von Graces Versuchen, ihr Leben in den Griff zu bekommen. Als Grace mit ihrem Freund Kevin in den Urlaub nach Cartagena, Kolumbien, fährt, verbringt June die Zeit auf Partys und versucht, Graces Anwaltsfreundin Heather aus dem Weg zu gehen. Eine Woche später wartet June am LAX auf ihre Mutter und Kevin, doch die beiden kommen nie an, und eine Nachfrage im Hotel ergibt, dass ihr Gepäck nie abgeflogen ist. Als der FBI-Attaché im amerikanischen Konsulat nicht weiterkommt, beschließt June, selbst Nachforschungen anzustellen, und heuert schließlich Javier an, einen kolumbianischen Gigworker, der für wenig Geld Junes Wünsche erfüllt.
June knackt das Passwort von Kevins Gmail-Account und stößt dort auf mehrere Pseudonyme und ein Vorstrafenregister, in dem zahlreiche Frauen um ihr Geld betrogen wurden. June glaubt, dass Kevin ihre Mutter entführt hat und bittet Javier, in Kolumbien nach Hinweisen auf ihren Aufenthaltsort zu suchen. Sie verfolgt Kevins frühere Bewegungen bis zu einem Ort in Nevada, wo sie mit Jimmy spricht, einem Pastor eines christlichen Rehabilitationszentrums für ehemalige Strafgefangene, der ihr erzählt, dass Kevin rehabilitiert wurde und wirklich in Grace verliebt ist. Kevins Online-Dating-Profil scheint dies zu bestätigen, da frühere Nachrichten darauf hindeuten, dass Grace bereits über Kevins Vergangenheit Bescheid wusste. FBI-Agent Elijah teilt June mit, dass er Filmmaterial von einer Verbrecherbande erhalten hat, die Kevin und Grace in Kolumbien entführt hat. June entlarvt die Geschichte schnell als erfunden, als sie herausfindet, dass Kevin eine Schauspielerin namens Rachel engagiert hatte, um seine Mutter zu spielen, die auf dem Weg zum Flughafen entführt worden war. Es stellt sich heraus, dass Grace in der Vergangenheit einen anderen Namen trug, was im Internet zu Spekulationen über ihren Charakter führte.
June, die auf die Unschuld ihrer Mutter schwört, verdächtigt Heather, als sie eine verschlüsselte Kommunikation zwischen ihr und Kevin entdeckt, woraufhin June Heather zur Rede stellt, um Beweise für ihr Fehlverhalten zu sammeln. Sie findet ihr Büro verwüstet vor und ihr Computer wird gerade gelöscht. Dann entdeckt sie Heathers Leiche in einem Lagerraum. Später sieht June Live-Bilder einer Polizeirazzia in Kolumbien, bei der Kevin erschossen wird, obwohl er sich ergeben hat. June scheint in einer Sackgasse zu stecken und will schon aufgeben, als sie aus alten Sprachnachrichten das Passwort für das E-Mail-Konto ihrer Mutter herausfindet. Bei der Durchsicht ihrer gesperrten Benutzer findet sie eine an Grace adressierte Droh-E-Mail, die sie zur Entdeckung von Überwachungskameras führt, die Kevin gekauft hat, um sie in einem verlassenen Haus zu installieren, das zufällig ihr altes Ferienhaus in Nevada ist. Jimmy taucht auf und gibt sich als Junes Vater James zu erkennen, von dem June glaubte, er sei als Kind an einem Gehirntumor gestorben. Er behauptet, Grace sei emotional labil gewesen und habe ihm June weggenommen, nachdem sie ihn unter falschen Anschuldigungen verhaften ließ. Als er unwissentlich verrät, dass er zur gleichen Zeit wie Kevin im Gefängnis war, wird June klar, dass James und Kevin die ganze Sache geplant haben. Es stellt sich heraus, dass James ein Drogenabhängiger war, dessen Missbrauch seine Familie gefährdete, und Grace hatte June erzählt, er sei an Krebs gestorben, um sie zu schützen. James wollte sich rächen, indem er Kevin, den er im Gefängnis kennengelernt hatte, anheuerte, um sich als potenzieller Freund auszugeben, damit er Grace und June finden konnte.
James entführt June und bringt sie zu dem verlassenen Haus, in dem auch Grace gefangen gehalten wird. Als Grace herausfindet, dass James June entführt hat, versucht sie zu fliehen, wird aber angeschossen. James versucht mit June zu fliehen, aber Grace sticht ihm mit einer Glasscherbe tödlich in den Hals. James schließt sie wieder in den Raum ein und versucht, mit seinem Computer ein nahe gelegenes Krankenhaus zu finden, stirbt aber dabei. June bemerkt, dass James ihren Laptop nicht ausgeschaltet hat, als er sie entführt hat, und benutzt den Ton der Sicherheitskameras, um Siri zu sagen, dass sie den Notruf wählen soll, um sie zu retten. Ein Jahr später hat Grace die Schussverletzung überlebt und June studiert. Ihre Geschichte wurde in der Krimiserie Unfiction verfilmt, und Grace hat sich mit Javier angefreundet, nachdem June sie einander vorgestellt hat. June schreibt ihrer Mutter, dass sie sie liebt, und Grace antwortet, dass sie sie auch liebt.

## Besetzung und Synchronisation
| Rolle                       | Darsteller          | Sprecher                  |
| --------------------------- | ------------------- | ------------------------- |
| Agent Elijah Park           | Daniel Henney       | Sven Gerhardt             |
| Erica Jones                 | Danielle Nottingham | Sandra Maren Schneider    |
| Grace Allen                 | Nia Long            | Daniela Hoffmann          |
| Heather                     | Amy Landecker       | Aline Staskowiak          |
| James Allen                 | Tim Griffin         | Jaron Löwenberg           |
| Javier 'Javi'               | Joaquim de Almeida  | Cristián Lehmann Carrasco |
| June 'Junebug' Allen        | Storm Reid          | Marie Hinze               |
| June 'Junebug' Allen (jung) | Ava Zaria Lee       | Milena Rybiczka           |
| Kevin Lin                   | Ken Leung           | Bernhard Völger           |
| Rachel                      | Lauren B. Mosley    | Elisa Bannat              |
| Veena                       | Megan Suri          | Laura Oettel              |

## Produktion
Im August 2019 wurde bekannt gegeben, dass ein eigenständiges Sequel zu Searching in Entwicklung sei, wobei der Regisseur des Originalfilms, Aneesh Chaganty, klarstellte, dass die Geschichte nicht „den gleichen Charakteren oder der gleichen Handlung wie das Original“ folgen würde, was die Serie zu einer Anthologie machen würde. Im November 2020 gab die Produzentin Natalie Qasabian bekannt, dass die Produktion des Films aufgrund der COVID-19-Pandemie verschoben worden sei und nur den Titel Searching 2 tragen würde. Im Januar 2021 wurde bekannt gegeben, dass Will Merrick und Nick Johnson, die Drehbuchautoren des ersten Films und von Chaganty's Run, ihr Regiedebüt schreiben und inszenieren würden, mit zusätzlichem literarischen Material von Micah Ariel Watson, und dass der Produzent von Unknown User und Searching, Timur Bekmambetov, die Fortsetzung mit Ohanian, Chaganty und Qasabian produzieren würde. In den folgenden Monaten schlossen sich Storm Reid und Nia Long der Besetzung an.
Die Dreharbeiten fanden vom 30. März bis 30. Mai 2021 in Los Angeles, Kalifornien, statt. Im September 2022 wurde bekannt, dass der Film Missing heißen und 2023 in die Kinos kommen würde. Im November 2022 enthüllte der Produzent und Co-Autor Sev Ohanian auf Reddit, dass der Film auch nach Run spielen und als Epilog zu den Ereignissen des Films und als Fortsetzung zu Searching dienen würde.

## Release
Missing wurde in den Vereinigten Staaten am 20. Januar von Sony Pictures Releasing unter dem Banner Screen Gems in die Kinos gebracht. Er war ursprünglich für den 24. Februar 2023 geplant.

## Boxoffice
Missing spielte 32,5 Mio. $ in den USA und Kanada und 16,3 Mio. $ in anderen Territorien ein, was ein weltweites Gesamtergebnis von 48,8 Mio. $ ergibt.

## Rezeption
Auf der Kritikerseite Rotten Tomatoes sind 88 % der 148 Kritiken positiv, mit einer durchschnittlichen Bewertung von 6,8/10. Der Konsens auf der Website lautet: „Missing kann die Glaubwürdigkeit strapazieren, wenn es darum geht, das Publikum im Ungewissen zu lassen, aber ein schnelles Tempo und nachvollziehbare Ängste sorgen dafür, dass dieser verworrene Techno-Thriller nicht völlig aus dem Ruder läuft.“ Metacritic, das einen gewichteten Durchschnitt verwendet, gab dem Film eine Punktzahl von 66 von 100, basierend auf 32 Kritikern, was auf „allgemein positive“ Kritiken hinweist. Das von CinemaScore befragte Publikum gab dem Film eine Durchschnittsnote von „B“ auf einer Skala von A+ bis F, während die von PostTrak befragten Zuschauer den Film zu 81 % positiv bewerteten, wobei 60 % sagten, sie würden ihn auf jeden Fall weiterempfehlen.